# 古斯塔夫·林德布卢姆
古斯塔夫·林德布卢姆（瑞典語：Gustaf Lindblom，1891年12月3日—1960年4月26日），瑞典男子田径运动员。他曾代表瑞典参加1912年夏季奥林匹克运动会田径比赛，获得男子三级跳远金牌。